# Schloss Pécauld

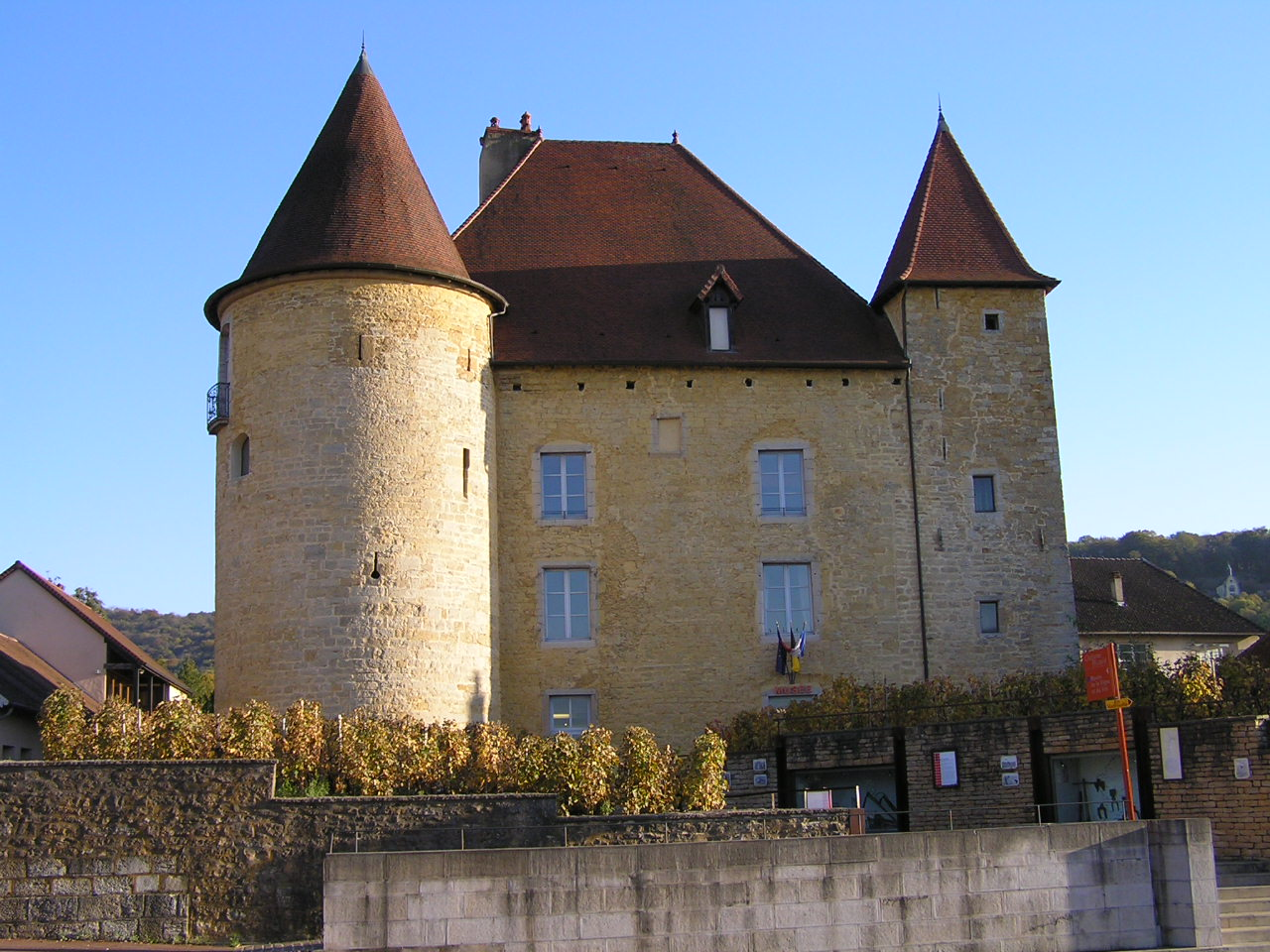
Schloss Pécauld in Arbois

Das Schloss Pécauld (französisch Château Pécauld) in Arbois, einer Stadt im französischen Département Jura in der Region Bourgogne-Franche-Comté, wurde im 16. Jahrhundert errichtet. Das Schloss ist seit 1988 ein geschütztes Baudenkmal (Monument historique).

## Geschichte
Im 13. Jahrhundert wurde der Vorgängerbau mit dem Turm Velfaux (französisch Tour Velfaux) in die Stadtbefestigung integriert. Guillaume de Velfaux verkaufte die Gebäude Anfang des 16. Jahrhunderts an Nicolas Perrenot de Granvelle, der einen Neubau unter Beibehaltung des Turmes errichten ließ. Später ging das Schloss in den Besitz der Familie Pécauld über. Seit 1829 ist die Stadt Arbois Eigentümerin des Schlosses, in dem nach der Renovierung im Jahr 1993 ein Weinmuseum und das Comité interprofessionnel des vins du Jura untergebracht ist.